# Sociaal-economische status
Sociaal-economische status is de plaatsing van personen, gezinnen en huishoudens tot het vermogen om goederen te creëren of te consumeren die in de samenleving worden gewaardeerd.

## Sociaal-economische status in wetenschappelijk onderzoek
Binnen wetenschappelijk onderzoek wordt in verschillende onderzoeken verschillende focussen gelegd. Zo ligt in sommige studies de focus op het domein van de taal, in andere op de activiteiten die ouders samen met hun kinderen doen. Afzonderlijk zijn deze indicatoren zeker te bekritiseren, een juistere weergave is de effectieve status die een persoon heeft op een bepaald ogenblik in het leven.
Met de sociaal-economische status wordt geprobeerd een beeld te vormen van zowel thuissituatie als de achtergrondsituatie van gezinnen en of individuen. Het is zeker geen onbesproken concept en wordt dan ook op verschillende manieren gemeten.
De bedoeling is wel steeds het proberen te vinden van oorzaken van bepaalde fenomenen of met andere woorden het proberen te verklaren van verschillen. Met concept en de gebruikte indicatoren kan dan een mogelijke verklaring worden gegeven. Zo worden er in de meeste wetenschappelijke onderzoeken grote nadelen gevonden voor mensen met een lage sociaal-economische status.
Een voorbeeld hiervan is het PISA-onderzoek waar de sociaal-economische status van een school of leerling bepaald wordt op basis van de economische, sociale en culturele status. Hiervoor gebruikt men de bezigheden van ouders, bepaalde bezittingen en het aantal boeken dat men thuis ter beschikking heeft.
In het PISA-onderzoek van 2007 (de analyse van de data van het onderzoek van 2018 is nog gaande) komt men op basis van deze indicatoren onder andere tot de volgende conclusies:
- In Vlaanderen vertonen de leesprestaties een sterke samenhang met de sociaal-economische status. De impact van de socio-economische achtergrond van leerlingen op hun leesprestaties in Vlaanderen is sinds 2000 niet veranderd/verkleind.[2]
- In Vlaanderen halen de autochtone leerlingen een gemiddelde leesscore die zichtbaar hoger ligt dan de leesprestatie van de groep leerlingen met een buitenlandse herkomst. De lagere sociaal-economische status verklaart een deel van dit effect.[2]

## Sociaal-economische status in het Vlaamse onderwijs
In het Vlaamse onderwijs wordt een aantal indicatoren van dit concept gebruikt om de ongelijke kansen van leerlingen te bestrijden. Scholen krijgen in Vlaanderen extra werkingsmiddelen en extra lesuren op basis van het aantal leerlingen met deze kenmerken.
Dit wil niet zeggen dat leerlingen die voldoen aan deze kenmerken de facto slecht presteren of een achterstand zouden hebben in het Vlaamse onderwijs. Dit wil wel zeggen dat leerlingen met deze kenmerken de grootste kans hebben om doorheen hun schoolcarrière een achterstand op de te bouwen.
Elke erkende school in Vlaanderen krijgt een bepaalde omkadering en werkingsmiddelen. Een school krijgt dus per leerling middelen om onderwijs in te richten. Maar niet elke leerling is identiek, niet elke leerling heeft dezelfde noden. Om die reden gebruikt de overheid (onder andere) de sociaal-economische status. Hoe meer leerlingen een school heeft die voldoen aan deze kenmerken hoe meer werkingsmiddelen en omkadering een school krijgt. Voor meer uitleg over Vlaams onderwijs kan je altijd surfen naar de website van het Vlaamse onderwijs.
Omdat niet elke leerling gelijk is en ook niet elk onderwijs met dezelfde uitdagingen kampt heeft men een onderscheid gemaakt tussen basisonderwijs, secundair onderwijs en buitengewoon onderwijs. Voor deze scholen werd vastgelegd welke indicatoren gebruikt worden om de sociaal-economische status te bepalen van een leerling. Eenvoudig gesteld krijgt een school met hoger aantal leerlingen met een lage sociaal-economische status meer middelen van de overheid.

### Indicatoren in het basisonderwijs
- Thuistaal van de leerling
- Een schooltoeslag ontvangen
- Het hoogst behaalde opleidingsniveau van de moeder

### Indicatoren in het buitengewoon basisonderwijs
- Opleidingsniveau van de moeder
- Thuistaal van de leerling; deze indicator kan alleen een rol spelen als de betrokken leerling al aan de eerste indicator voldoet

### Indicatoren in het secundair onderwijs
- Thuistaal van de leerling
- Ontvangen van een schooltoeslag
- Hoogst behaalde opleidingsniveau van de moeder
- De leerling wordt tijdelijk of permanent buiten het eigen gezinsverband opgenomen
- De ouders behoren tot de trekkende bevolking

### Indicatoren in het buitengewoon secundair onderwijs
- Thuistaal van de leerling
- Hoogst behaalde opleidingsniveau van de moeder